# Matthew Hale
Matthew Hale (1. listopadu 1609, Alderley – 25. prosince 1676, tamtéž) byl anglický právník, státník a puritánský teolog.
V letech 1671–1676 působil jako nejvyšší soudce Soudu lavice královské (Court of Kings’ Bench).
Mezi jeho nejvýznamnější spisy patří Historia Placitorum Coronæ (The History of the Pleas of the Crown) (tiskem vydáno 1736) a A History and Analysis of the Common Law of England (tiskem vydáno 1713).
Jeho právní názor na nemožnost znásilnění mezi manželi byl v anglickém právu překonán až roku 1991.